# Joan Shawlee
Joan Shawlee (* 5. März 1926 in Forest Hills, New York; † 22. März 1987 in Hollywood, Kalifornien; bis 1950 Geburtsname Joan Fulton) war eine US-amerikanische Schauspielerin, die meist schlagfertige und selbstbewusste Frauen in Nebenrollen verkörperte.

## Leben und Karriere
Joan Shawlee begann ihre Showkarriere als Model und Sängerin in Nachtclubs. Shawlee absolvierte 1945 ihr Filmdebüt, zunächst noch ohne Nennung im Abspann. Bis zum Ende ihrer Filmkarriere folgten annähernd 100 Film- und Fernsehauftritte. Entdeckt wurde sie vom Komiker Lou Costello vom Komikerduo Abbott und Costello. Dieser gab Shawlee die weibliche Hauptrolle im Abbott-und-Costello-Film Zwei trübe Tassen – vom Militär entlassen von 1947. In den folgenden Jahrzehnten spielte die Komödiantin meist selbstbewusste und schlagfertige Frauen in Nebenrollen. Ihre bekanntesten Auftritte hatte sie wohl in den Komödien von Billy Wilder: Dieser besetzte sie neben Marilyn Monroe als launische Kapellenleiterin Sweet Sue in Manche mögen’s heiß (1959), als Telefonistin Sylvia in Das Appartement (1960), als Prostituierte neben Shirley MacLaine in Das Mädchen Irma la Douce (1963) sowie als Empfangschefin eines Hotels in seinem letzten Film Buddy Buddy (1981).
Shawlee war auch regelmäßig im Fernsehen zu sehen, so trat sie häufig in der Dick Van Dyke Show sowie in der Abbott and Costello Show auf. Zwischen 1956 und 1957 hatte sie auch ihre eigene Fernsehserie The Adventures of Aggie, von der 16 Folgen produziert wurden. Ein letztes Mal spielte Joan Shawlee 1985 als Gaststar in der US-Serie Ein Engel auf Erden. Sie starb 1987 im Alter von nur 61 Jahren an Krebs.

## Filmografie (Auswahl)
- 1945: Die Liebe unseres Lebens (This Love of Ours)
- 1945: Die Herberge zum Roten Pferd (Frontier Gal)
- 1946: Ich sing’ mich in dein Herz hinein (Because of Him)
- 1946: Die Ausreißerin (The Runaround)
- 1947: Lied des Orients (Song of Sheherazade)
- 1947: Michigan Kid
- 1947: Zwei trübe Tassen – vom Militär entlassen (Buck Privates Come Home)
- 1950: Amazonen des Urwalds (Prehistoric Woman)
- 1950: Einer weiß zuviel (Woman on the Run)
- 1952: Happy End… und was kommt dann? (The marrying Kind)
- 1952: Aus Liebe zu Dir (Because of You)
- 1953: In jedem Hafen eine Braut (All Ashore)
- 1953: Verdammt in alle Ewigkeit (From Here to Eternerity)
- 1954: Der Schürzenjäger von Venedig (Casanovas Big Night)
- 1954: Ein neuer Stern am Himmel (A Star Is Born)
- 1955: Die Eroberung des Weltalls (Conquest of Space)
- 1955–1956: The Adventures of Aggie (Fernsehserie, 26 Folgen)
- 1957: In einem anderen Land (A Farewell to Arms)
- 1959: Manche mögen’s heiß (Some Like It Hot)
- 1960: Das Appartement (The Apartment)
- 1963: Tu das nicht, Angelika (Critic’s Choice)
- 1963: Das Mädchen Irma la Douce (Irma LaDouce)
- 1966: Die wilden Engel (The Wild Angels)
- 1967: Chicago-Massaker (The St. Valentine’s Day Massacre)
- 1967: Der Schnüffler (Tony Rome)
- 1968: Liebling, laß das Lügen (Tony Rome)
- 1971: Heißes Gold aus Calador (One More Train to Rob)
- 1971: Willard (Willard)
- 1971: Columbo: Mord in Pastell (Suitable for Framing, Fernsehreihe)
- 1975: Fahr zur Hölle, Liebling (Farewell, My Lovrely)
- 1976: Die Buggy-Bumser (Flash and the Firecat)
- 1981: Scharfer Schuss (Longshut)
- 1981: Hart aber herzlich (Hart to Hart; Folge: Blüten-Traumschiff)
- 1981: Buddy Buddy (Buddy Buddy)
- 1982: Flucht auf heißen Reifen (Kiss My Grits)
- 1982: Hart aber herzlich (Hart to Hart, Fernsehserie, Folge: Weihnachtsüberraschungen)
- 1984: City Heat – Der Bulle und der Schnüffler (City Heat)